# Tifarouine
Tifarouine (franska: Tifarouine (CR), Tifarouine (Commune Rurale), arabiska: تيفروين) är en kommun i Marocko.   Den ligger i provinsen Al Hoceïma och regionen Tanger-Tétouan-Al Hoceïma, i den nordöstra delen av landet, 290 km öster om huvudstaden Rabat. Antalet invånare är 5 669.